# Prionodon jamesonii
Prionodon jamesonii är en bladmossart som beskrevs av C. Müller 1901. Prionodon jamesonii ingår i släktet Prionodon och familjen Prionodontaceae. Inga underarter finns listade i Catalogue of Life.